# ネールマルガタクワガタ
ネールマルガタクワガタ(Colophon neli)は、甲虫目･クワガタムシ科･マルガタクワガタ属のクワガタムシである。

## 形態
体長は14-21mm、本属の最小種となる。
オスの前脛節は直線的な長方形で前胸部は幅広い、大アゴは細短く湾曲し、内歯は基部寄り、前翅の接合部に光沢がある。
オスの交尾器は左右非対称。
近縁種はエンドローディマルガタクワガタとなる。
入手しにくい本属の中でもっとも入手しやすい種類である。

## 分布
南アフリカケープ州・スワルトベルグ山脈